# Inja (Republik Altai)
Inja (russisch Иня) ist ein Dorf (selo) mit 798 Einwohnern (Stand 14. Oktober 2010) im Hochland des russischen Altai an der südsibirischen Fernstraße M52.
Der Ort liegt im Hochgebirgstal des Katun, des größten Ob-Quellflusses, im Norden des Belucha-Massivs (4506 m). Er erstreckt sich über etwa zwei Kilometer auf einer niedrigen Flussterrasse; eine weitere Terrasse liegt oberhalb des Ortes etwa 200 Meter über dem Talboden. Einige Kilometer flussaufwärts wendet sich der von der vom Belucha-Massiv kommende Fluss aus seiner nordöstlichen in eine nordwestliche Fließrichtung, und von rechts mündet der Nebenfluss Tschuja.
Aus dessen Tal kommt die M52 vom Grenzpass zur Mongolei, dem 2482 m hoch gelegenen Durbet Daba. Unweit von Inja verlässt die Fernstraße die breite Talschulter und quert das nun enge Haupttal, um gegenüber in ein westliches Seitental aufzusteigen. Dort verläuft sie weiter in Richtung der etwa 600 Kilometer entfernten sibirischen Metropole Nowosibirsk.
Der Ort ist Sitz der Landgemeinde Ininskoje selskoje posselenije mit insgesamt 1719 Einwohnern (Stand 14. Oktober 2010), zu der außer Inja die fünf kleineren Dörfer Akbom, Iodro, Inegen, Malaja Inja und Maly Jaloman gehören. Der gleichnamige rechte Nebenfluss des Katun, Inja, mündet in Inja.
Kulturell bedeutsam sind die in der Nähe des Ortes gefundenen frühgeschichtlichen Petroglyphen sowie Felsenaltäre und die „Wächter der Zeit“, alte steinerne Frauengestalten.

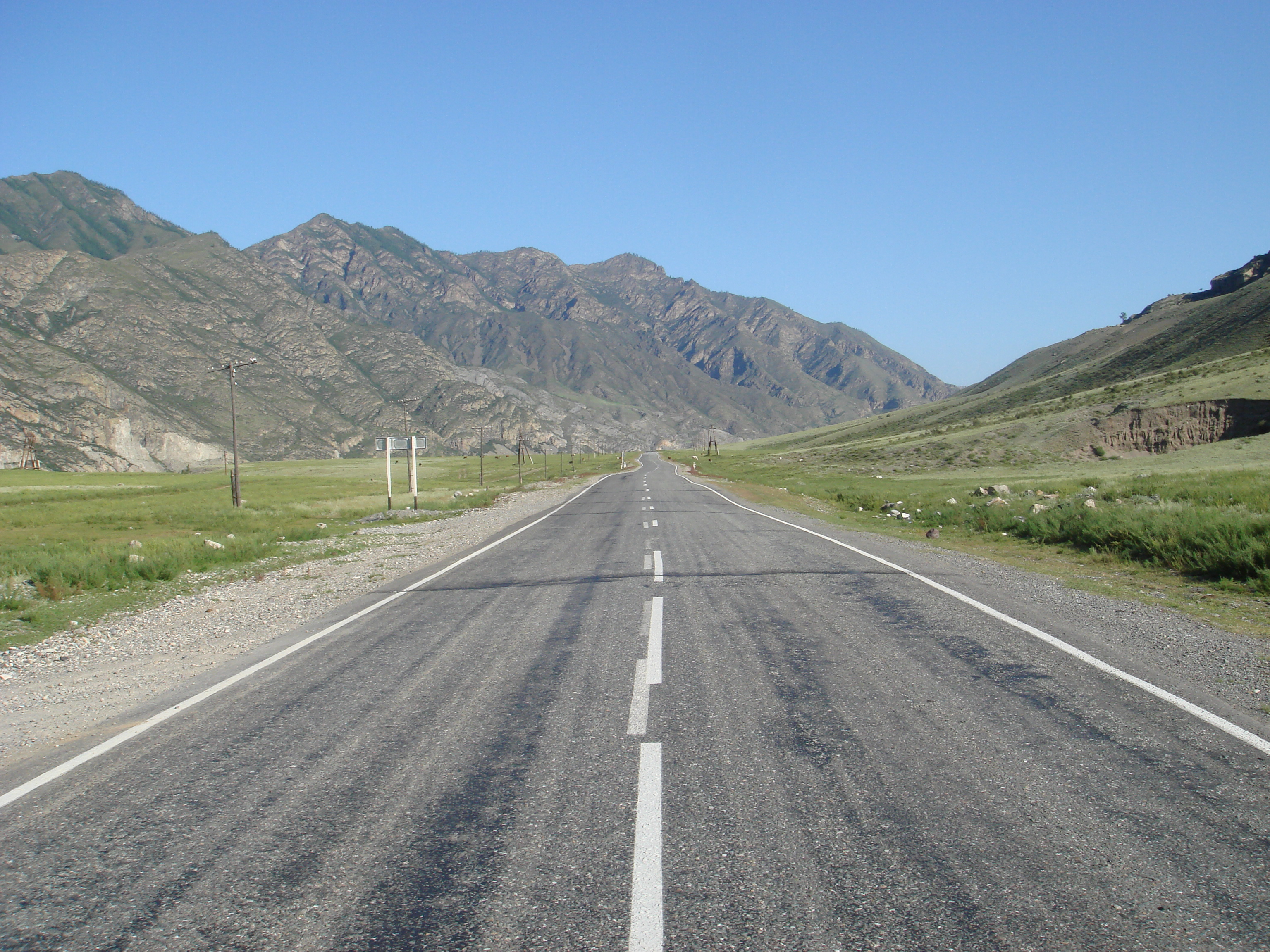
Die russisch-mongolische Fernstraße M52 (Chuysky trakt) bei Inja. Hier verläuft sie noch auf der breiten Talschulter
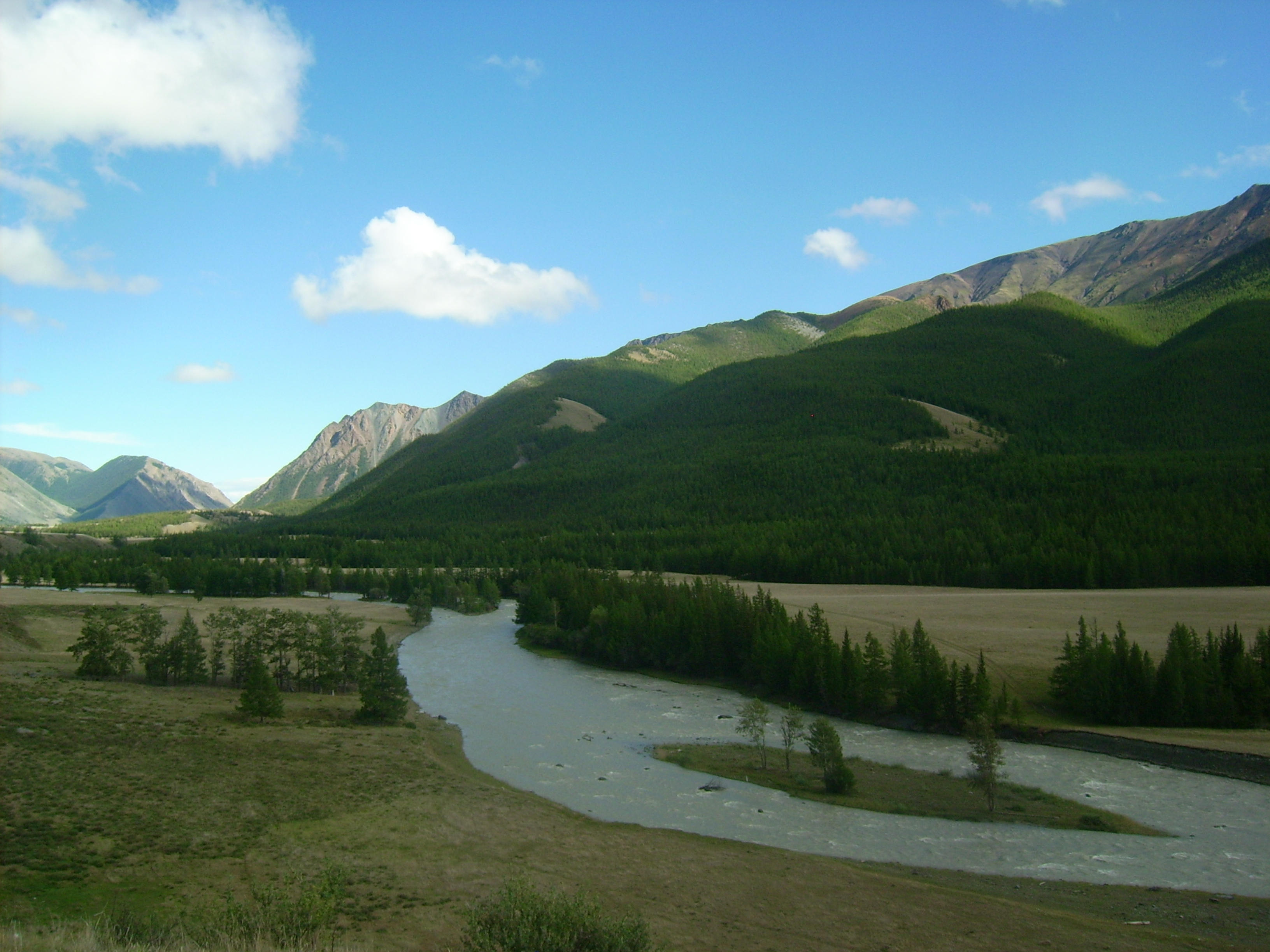
Das Tschuja-Tal etwa oberhalb von Inja
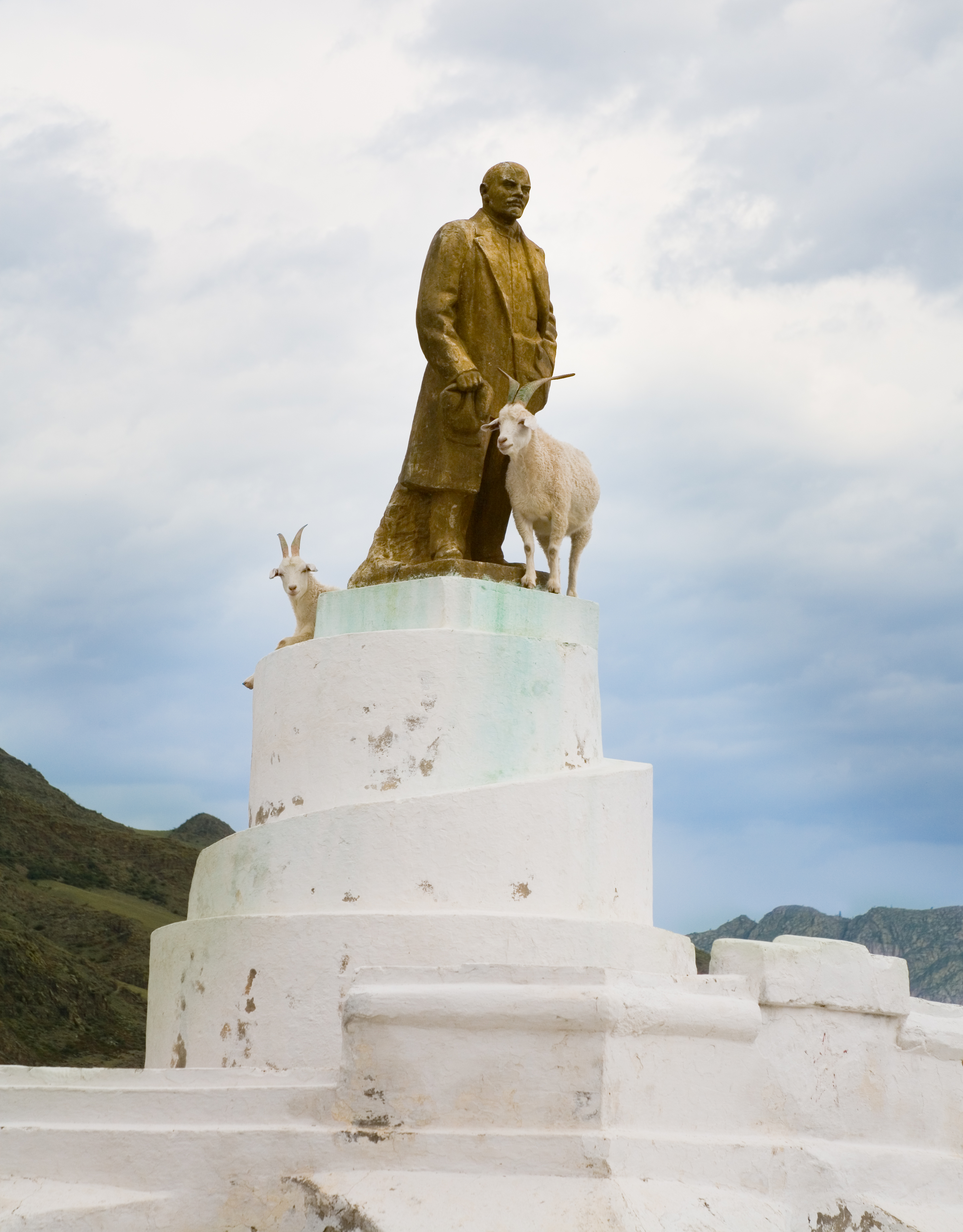
Lenin-Denkmal